# Laure Albin Guillot
Laure Meifredy (15 de febrero de 1879 – 22 de febrero de 1962), más conocida como Laure Albin Guillot, fue una fotógrafa francesa. Además de retratos de celebridades parisinas, cubrió una gran variedad de géneros y ocupó varios puestos de alto nivel.

## Biografía
Nacida como Laure Maffredi en París, estudió en el Liceo Molière en el distrito 16. En 1897 se casó con el doctor Albin Guillot, especialista en microscopía. Desde su estudio en la calle Ranelagh, publicó sus primeras fotografías de moda en la edición francesa de la revista Vogue en 1922. Ese mismo año ganó una medalla de oro en un concurso patrocinado por la Revue Francaise de Photographie. De 1924 a 1950, expuso con regularidad en el Salon international de photographie y en el Salon des artistes décorateurs. Su primera exposición individual, con cuarenta copias, tuvo lugar en el Salón de otoño de París en 1925.  También expuso sus obras en la Exposición Internacional de Artes Decorativas e Industriales Modernas de ese mismo año, las que estaban firmadas como Laure Albin Guillot.
Tras el fallecimiento de su marido en 1929, se trasladó al Boulevard de Beauséjour, donde recibía las visitas de distintas celebridades artísticas de la época, como Paul Valéry, Colette, Anna de Noailles y Jean Cocteau. En los años 1930, realizó viajes al norte de África, España, Italia, Suecia y Estados Unidos. Su obra se publicaba con frecuencia en la prensa y participó en exposiciones individuales y colectivas en su país y en el extranjero.
En 1931 fue la primera persona en Francia en fotografiar imágenes microscópicas decorativas que denominó "micrographie", combinando la ciencia con el arte visual. Ese mismo año se convirtió en presidenta de la Union féminine des carrières libérales et commerciales, una organización dedicada a apoyar los intereses de las mujeres en la vida profesional.  En 1932 fue nombrada directora de varios organismos clave, entre ellos la dirección de los archivos fotográficos de la Direction générale des Beaux-Arts y la primera conservadora de la Cinemateca Francesa.
La primera de sus obras que combinó la fotografía con la literatura se publicó en 1936, cuando ilustró Narcisse de Paul Valéry. También publicó otras obras entre 1940 y 1944, durante la ocupación alemana. En 1937 organizó la exposición Femmes artistes d'Europe. Después de la Segunda Guerra Mundial, siguió trabajando como retratista en su estudio del Boulevard du Séjour hasta que se retiró en 1956 a la Maison Nationale des Artistes de Nogent-sur-Marne. Murió en el Hôpital Saint-Antoine de París el 22 de febrero de 1962. El archivo de su estudio, compuesto por 52.000 negativos y 20.000 grabados, pertenece ahora a la ciudad de París.

## Estilo
Laure Albin Guillot expuso en la década de 1920, adoptando un enfoque clásico o estilo francés en lugar de las tendencias vanguardistas de la época. Pero fue en los años 30 y 40 cuando su obra dominó la escena fotográfica. Abarcó una gran variedad de géneros, desde retratos y desnudos hasta paisajes, bodegones y, en menor medida, periodismo. Dominadora de la tecnología, utilizó los métodos más modernos de producción de imágenes, adaptados a las exigencias de la publicación. Su trabajo es considerado como un puente entre dos generaciones: el pictorialismo y la Nueva visión.

## Obras ilustradas
Laure Albin Guillot ilustró las siguientes obras:
- Paul Valéry: Narcisse (1936)
- Paul Valéry: La Cantate du Narcisse (1941)
- Paul Valéry: Arbres (1943)
- Pierre Louÿs: Les Douze Chansons de Bilitis (1937)
- Henry de Montherlant: La Déesse Cypris (1946)
- Illustrations pour les Préludes de Claude Debussy (1948)

## Premios
- 1922: Médaille d'or (medalla de oro), Revue française de photographie.[1]